# イグナーツ・ブリュル

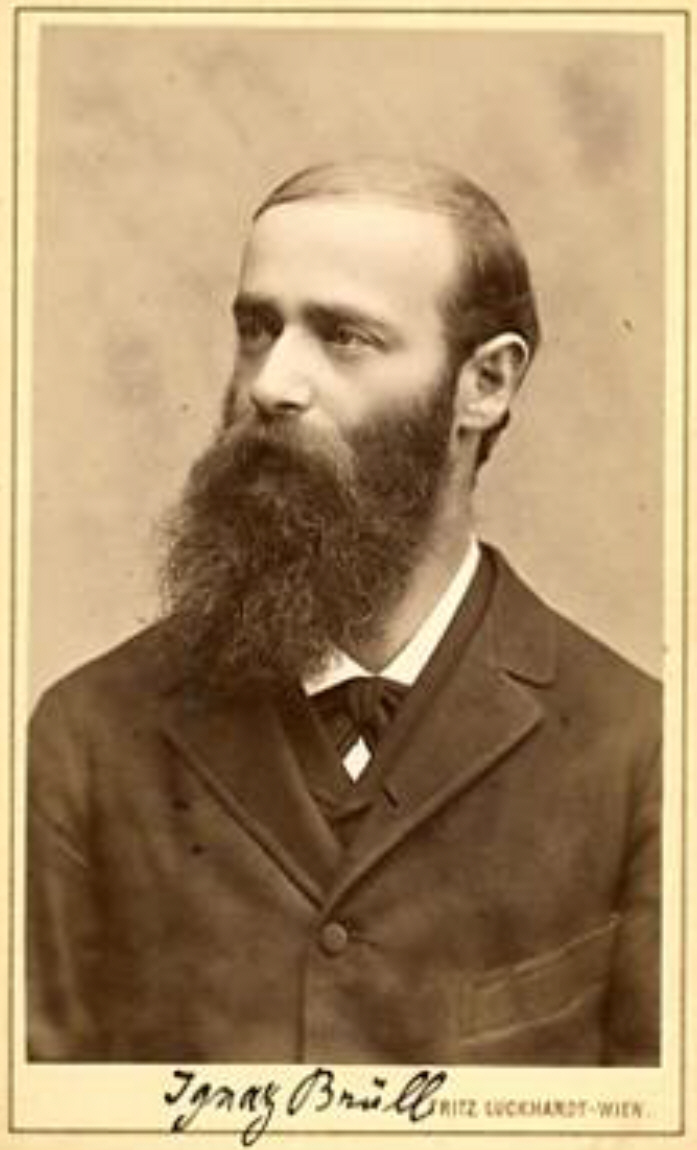

イグナーツ・ブリュル（Ignaz Brüll, 1846年11月7日 - 1907年9月17日）は、オーストリアのピアニスト・作曲家。

## 生涯
モラヴィアの都市プロスニッツ（現プロスチェヨフ）の富裕なユダヤ人商人の家庭に長男として生まれる。1850年に両親に連れられウィーンに移り、この地を一生の活動の拠点に定める。元々は家業を継ぐべき運命であったが、早熟な才能が花開いたために、ウィーン音楽院で徹底した音楽教育を受けることができた。ピアノをユリウス・エプシュタインに、作曲をヨハン・ルフィナッチャとフェリックス・オットー・デッソフに師事。14歳のときにアントン・ルビンシテインから熱烈な評価を得られたことが決定的な要因となり、音楽活動に専心することになる。
1864年に最初の歌劇《サマルカンドの物乞い Die Bettler von Samarkand, 》を作曲し、ヴュルテンベルク王国の首都シュトゥットガルトの宮廷劇場に提出。1866年にその公演を私的に監督するため同地に赴くが、悲しいかな計画は水の泡となり、総譜は書庫の中で散逸してしまう。それでもブリュルは、《管弦楽のためのセレナーデ第1番》と、ピアノ演奏によって意義深い成功をおさめることができた。
それからの15年で数々の演奏旅行を行い、プラハ、ブレスラウ、ベルリン、ミュンヘン、フランクフルト、ドレスデン、ライプツィヒといった大都市だけでなく、オーストリア帝国やドイツの辺地も訪れた。ウィーンでは、演奏旅行の合間を縫って定期的な演奏会を催した。1871年にはベルリン・シュテルン音楽院のピアノ科教授の職を提供されたが、家族から離れたくないがためにそれを断わっている。1872年から、ウィーンで最大手の音楽塾の一つである、ホラーク・ピアノ教室の教員となった。1890年代にはウィーン音楽院からの就職要請も断わっている。
2作目の歌劇《黄金の十字架 Das goldene Kreuz 》は、1875年12月22日にベルリンで初演されて大旋風を捲き起こすと、ブリュルは作曲家として頭角を顕わし、いちやく時の人に祭り上げられた。ピアニストとしての経歴も持ち上げられ、1878年にはロンドンの出版人ウィリアム・チャペルと契約して、イングランドで2度の演奏会を行なった。折しも興行師のカール・ローザが、《黄金の十字架》のアデルファイ劇場での3月2日のロンドン初演を準備中であった。
1月28日に「マンデイ・ポピュラー・コンサート」で英国デビューを果たして大成功をおさめ、さらにロンドンやリヴァプール、マンチェスターにおいてさらに20回の演奏会が開かれた。1881年にも1月31日から3月9日にかけて訪英し、8回の演奏会を開いてさらに快進撃を続けた。
ヴィルトゥオーゾとしての活動において頂点を築いているのは、この二度のイングランドへの演奏旅行であった。その後は作曲に専念できるように、公開演奏の数をはっきりと減らしていった。1882年にウィーンの銀行家の娘マリー・ショースタークと結婚してからは、ブリュルの住まいがウィーンの音楽界の中心地と化した。交際範囲は幅広く、恩師ユリウス・エプシュタインのほか、ヨハネス・ブラームス、カール・ゴルトマルク、ロベルト・フックス、アントン・ドーア、リヒャルト・ホイベルガー、ルートヴィヒ・ロッテンベルク、リヒャルト・フォン・ペルガー、オイゼビウス・マンディチェフスキ、エドゥアルト・ハンスリック、グスタフ・マーラー、テオドール・ビルロート、ヨゼフ・ブロイアーらと親交を結んだ。夏ごとに家族でオーバーエスターライヒ州に（主にイシュルに）過ごし、1890年からはウンターラハ・アム・アッターゼーに別荘「ベルクホーフ」を建てた。この屋敷もまた音楽家や画家、文人を引き寄せることになった。
作曲家としてのブリュルは、初期の成功をもたらした模範に忠実であり続け、新たな発展とかかわり合いになることを望まなかった。それゆえ次第に同時代に対して反発するようになっていったのだが、それでも1906年の還暦には、数々の賛辞を受けている。それから数ヵ月後の翌年の秋、ブリュルが不意に他界すると、芸術的な熱意につねに高潔で誠実な人柄を窺わせてきたとして、楽壇から弔意を表された。《黄金の十字架》はその後も数十年にわたってレパートリーに生き残ったが、ナチスがユダヤ系芸術家を迫害すると、ついに舞台から引き摺り下ろされた。